# Mike Patton
Michael Allan Patton (Eureka, California, 27 de enero de 1968), más conocido como Mike Patton, es un cantante, compositor, productor, letrista, multiinstrumentista y actor estadounidense. Es conocido por ser el vocalista principal de la banda Faith No More. También ha sido vocalista de Dead Cross, Mr. Bungle, Tomahawk, Lovage, Fantômas, The Dillinger Escape Plan y Peeping Tom, entre otras bandas.
Es conocido por sus diversas influencias y experimentales proyectos, su gran rango vocal y continua productividad, siendo capaz de interpretar géneros como la música experimental, avant-garde, pop, jazz, noise, hardcore punk, rock alternativo, funk, trip hop, hip hop, electrónica, death metal, entre otros, pasando por distintivos tonos y estilos vocales como el crooner, falsete, scat, beatboxing, gutural y el rapeo.
También ha tenido proyectos con artistas como John Zorn, Sepultura, Melvins, Melt-Banana, Björk y Kool Keith. En 1999 fundó la compañía discográfica Ipecac Recordings junto a Greg Werckman.

## Carrera musical: inicios
La carrera musical de Mike Patton comenzó en varias bandas que mayormente realizaban versiones de otros artistas, desarrollando su voz y puesta en escena, cuando aún asistía al colegio en 1985, con diecisiete años, formó el grupo Mr. Bungle, junto a Trevor Dunn (bajista), Trey Spruance (guitarrista) y Jed Watts (batería). Durante los siguientes años lanzan varios demos, The Raging Wrath of the Easter Bunny, Goddammit I Love America, Bowel of Chiley y OU818 (el cual contenía canciones que luego aparecerían en su primer disco).

## Faith No More
Hacia finales de 1988, Patton recibe una invitación de los integrantes de Faith No More para una audición tras haberles dejado un demo de Mr Bungle al asistir a uno de sus conciertos en otoño del 86, Faith No More habían tenido problemas con su vocalista anterior,, Chuck Mosley. Patton acepta a condición de poder seguir tocando junto a Mr. Bungle animado sobre todo por sus compañeros de banda, demostrando su capacidad pasa a formar parte del grupo y con las maquetas compuestas graban a finales del 88 y enero del 89 el éxitos The Real Thing, el cual lo llevó a la primera gira mundial de su vida, Mike tardó tan sólo dos semanas en escribir las letras de todas las canciones que compondrían el álbum The Real Thing, el cual sería lanzado seis meses después. El disco alcanzó los primeros puestos de las listas, en gran parte gracias a la popularidad y la gran rotación que tuvo en MTV el video de "Epic" (en el cual Patton aparece con una camiseta promocionando a Mr. Bungle).
En 1992 lanzaron Angel Dust, donde se ve una influencia de Patton esta vez en las composiciones, usando mucho más la experimentación, con el álbum Angel Dust se tomó poco más de medio año para escribir la lírica de los temas, llegando a componer y contemplar hasta cuatro alternativas por cada canción. Así le siguió King for a Day... Fool for a Lifetime (1995) y Album of the Year (1997) siendo el disco en el cual Patton se involucró mucho más en la composición con cuatro temas compuestos únicamente por él tres de los cuales quedaron en la selección final de temas. La banda se separó oficialmente en 1998 en un concierto que dieron en la ciudad española de Granada en la X edición del festival Espárrago Rock. En 2009 anuncian su regreso con giras mundiales que se extienden hasta 2012, el 19 de mayo de 2015, tras 18 años, sacan un nuevo álbum titulado Sol Invictus.

## Mr. Bungle
Junto a Mr. Bungle, se desarrolla una historia paralela. El éxito de Patton junto a Faith No More permite al grupo firmar un contrato con la compañía discográfica de Warner Bros. En 1991, lanzan su primer álbum homónimo, producido por John Zorn. El trabajo junto a Mr. Bungle se hace muy esporádico dada la nutrida agenda de Patton junto a Faith No More realizando constantemente giras con alguno delos dos grupos. En 1995 lanzan el experimental Disco Volante y en 1999 California, su último disco antes de su indefinida pausa y una exitosa gira por Europa en el 2000.
Otros proyectos de Patton durante esta época incluyeron dos discos en solitario, con el sello de John Zorn "Tzadik Label". (Adult Themes for Voice en 1996 realizado únicamente usando su voz en una grabadora de cuatro pistas y Pranzo Oltranzista en 1997). También fue miembro de Hemophiliac, donde realiza efectos vocales junto a John Zorn en saxofón y Ikue Mori en electrónica portátil; el grupo es considerado como "música de improvisación con fines de locura". También ha participado en Painkiller y en grabaciones con Naked City (ambos durante su estancia en Faith No More). Ha aparecido muchas veces en otros proyectos de Tzadik junto a Zorn y otros además de numerosas colaboraciones con otros artistas.

## Fantômas, Ipecac, Tomahawk y otros proyectos

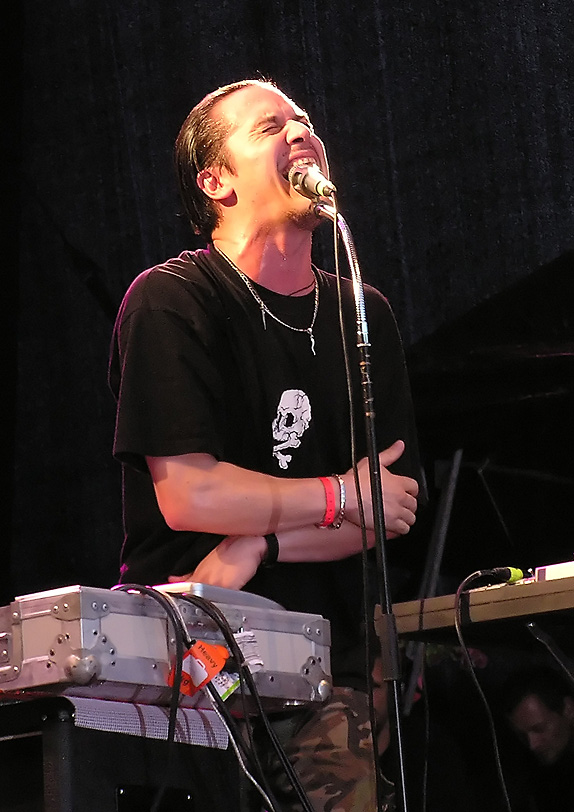
Patton en una actuación con Fantômas en el Quart Festival, Noruega (2005).

En 1998 tras la disolución de Faith No More, Patton comenzará a concretar un nuevo proyecto llamado Fantômas. A él se unirán el bajista Trevor Dunn (Mr. Bungle), el guitarrista Buzz Osborne (Melvins) y el baterista Dave Lombardo (Slayer). En 1999, junto a Greck Werckman, fundará un sello discográfico llamado “Ipecac Recordings”, el que fue inaugurado con el lanzamiento del primer disco de Fantômas, titulado homónimamente (se le suele llamar “Amenaza Al Mundo” debido a la imagen que aparece en la carátula, pero oficialmente fue titulado con el nombre del grupo), en Ipecac Patton continuara lanzando la mayoría de sus trabajos y colaboraciones. Durante el año 2000 realiza giras simultáneas son Mr. Bungle y Fantomas. Los siguientes discos que Fantômas ha lanzado son: Director’s Cut (2001) un homenaje a las películas de terror, Delirium Cordia (2004) una única pista para toda la composición y Suspended Animation (2005) con un concepto doble de temas de dibujos animados y vacaciones oscuras durante le mes de abril.
En 2001, forma el proyecto Lovage, junto a Dan The Automator y Jennifer Charles, con quienes lanza el disco Music To Make Love To Your Old Lady By. Ese mismo año, fue convocado por el guitarrista Duane Denison (ex The Jesus Lizard) para formar el grupo Tomahawk. Llegarán también el baterista John Stanier (ex Helmet -y actualmente tocando también con Battles)- y el bajista Kevin Rutmanis (de The Melvins). El siguiente año, lanzarán su disco homónimo bajo la compañía discográfica de Patton. En el 2003, lanzan su segundo disco, titulado Mit Gas. En 2007, Tomahawk publica Anonymus, un disco compuesto por Duane Denison adaptando música de diferentes pueblos nativos americanos.
En 2002, Patton se unió a The Dillinger Escape Plan, quienes ya habían sido teloneros de Mr. Bungle algunos años antes. Lanzaron el EP "Irony is a Dead Scene" vía Epitaph Records, que contiene 4 canciones, entre ellas, un cover del artista electrónico Aphex Twin "Come to Daddy", la colaboración con Jhon Zorn e Ikue Mori lanzan el debut de Hemophiliac.
En 2004 trabajó junto a Björk y el beat-boxer Rahzel en su álbum Medúlla, trabaja junto al compositor e instrumentalista John Erik Kaada. con el que lanzan su primer disco "Romances".
En 2005 compuso la banda sonora de la película independiente Pinion marcando su debut en una película estadounidense y un disco junto al conjunto de dj de New York The X-Ecutioners titulado General Patton vs. The X-Ecutioners.

## Crecimiento de Ipecac, Peeping Tom e incursión en bandas sonoras
Ipecac continúa apoyando artistas emergentes desde Latinoamérica hasta Japón en una constante búsqueda de nuevas propuestas, se vuelve un referente junto a muchos sellos independientes en la posibilidad de darle al artista libertad creativa y control sobre su obra.
En el año 2006, Patton materializa el proyecto Peeping Tom. Con el nuevo trabajo, Patton da un nuevo giro a su carrera artística creando el producto más comercial desde Album of the Year (Faith No More), donde prima la fusión de géneros musicales.
Con Peeping Tom Patton logra reenfocar su nuevo trabajo hacia la cultura pop, componiendo temas para colaborar específicamente en su ejecución con artistas trip hop como Norah Jones, Massive Attack, Kid Koala, Kool Keith Rhazel, Dub Trio y Bebel Gilberto. Patton declaró sobre Peeping Tom: «No escucho la radio, pero si lo hiciera, esto es lo que me gustaría que suene. Esta es mi versión de la música pop. En cierto modo, este es un ejercicio para mí: de tomar las cosas que he aprendido a lo largo de los años y ponerlas en un formato pop». Ese mismo año Patton participa en una película escrita y dirigida por Steve Balderson, llamada Firecracker, basada en un suceso real, ocurrido en el mismo pueblito donde fue rodada, Wamego (Kansas), pueblo natal de Balderson.
En 2006 Jhon Zorn materrializa otro álbum y proyecto junto a Trevor Dunn en el bajo, Joey Baron en batería y Mike en las voces, el álbum Moonchild: Songs Without Words sería el primero bajo el tutelaje de Jhon Zorn, con el cual comenzarían una serie de producciones y giras bajo el nombre de Moonchild, lanzarían otros trabajos: Six Litanies for Heliogabalus (2007) y The Crucible (2008).
En 2007, tras vivir algún tiempo en Italia, decidió dar algunos conciertos con una orquesta en ese país, interpretando canciones populares italianas de la década del 50-60, bajo el nombre de Mondo Cane.
En 2008 compone la banda sonora de la película A Perfect Place y al año siguiente de Crank: High Voltage 2. También realizó la voz en la canción "Lost Weekend" de The Qemists, colaboró con la banda italiana Zu, con quienes lanzó el disco Carboniferous y realizó un tour junto a ellos además de varias presentaciones con Fantomas.

## Mondo Cane y reunión de Faith No More
En febrero de 2009, después de que Mike Patton lo negara en varias entrevistas, Faith No More anuncia su regreso, programando algunos conciertos por Europa. Según su sitio oficial, la formación sería la misma con la que se separaron (1996-1998). La gira comenzó el 10 de junio en el Brixton Academy de Londres, participaron en numerosos festivales europeos y pasaron por Sudamérica, Australia y finalmente por Norteamérica. Patton continuo como siempre fue común en los conciertos de Faith no More interpretando diferentes artistas y diferente idiomas, muchas veces siendo artistas locales en los lugares donde se presentaban, como Antônio Carlos Jobim, Quirino Mendoza y Cortés, un tema serbio tradicional, Jaques Dutronc, Lady Gaga, Lily Allen, Crowded House y Michael Jackson, Boz Scaggs o The Brothers Johnson. 

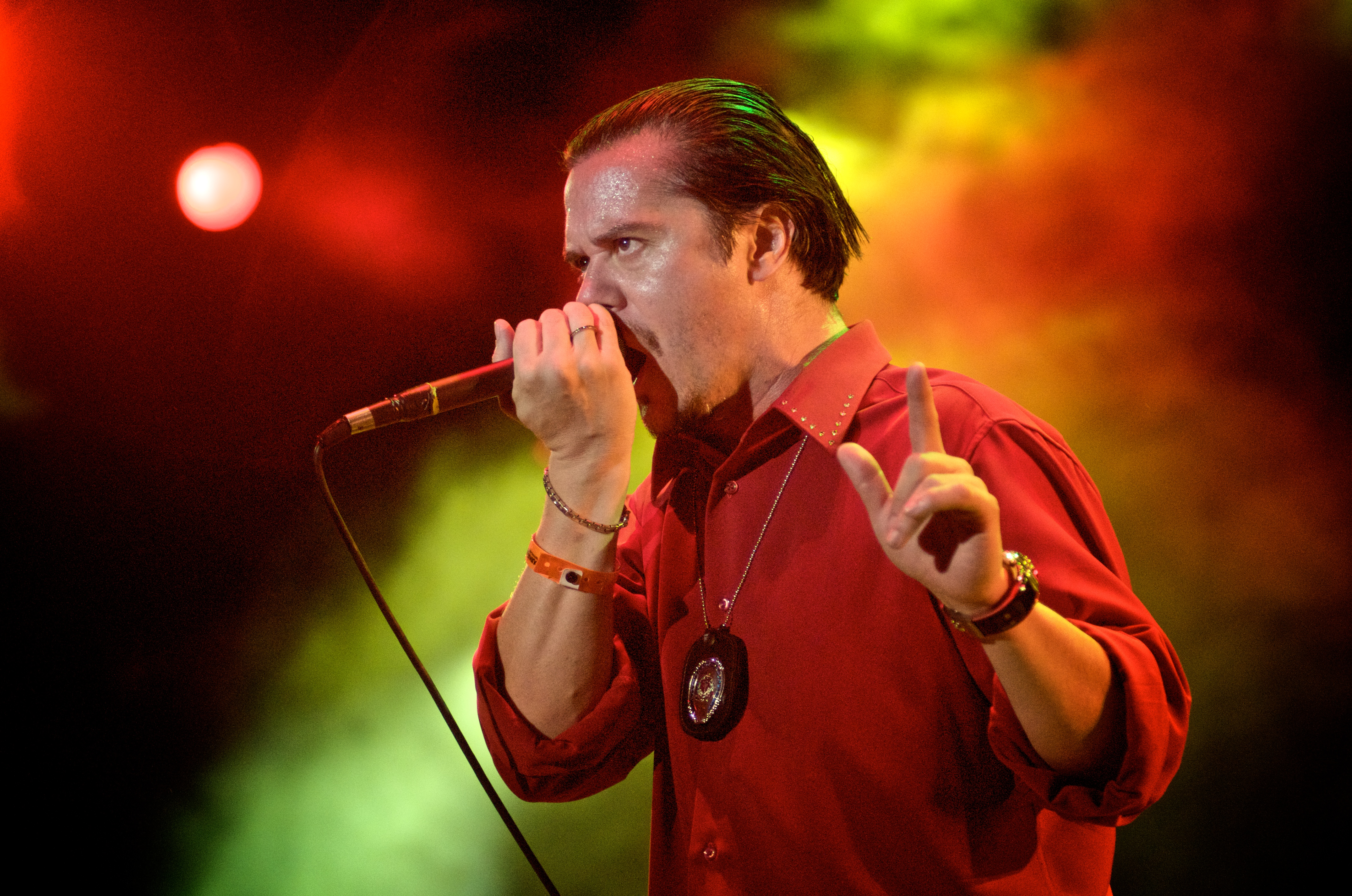
Patton junto a Faith No More, durante el Maquinaria Festival de 2009.

A partir de 2007 realiza presentaciones con orquestas adaptando temas de música pop italianas de la década del 50 y 60, el 4 de mayo de 2010, "Mondo Cane" es lanzado, un trabajó en vivo con orquestas de hasta 40 músicos y una banda de acompañamiento de 15 miembros, el disco fue lanzado por Ipecac Recordings. Grabado en una serie de actuaciones por Europa, incluyendo un concierto al aire libre en una plaza del norte de Italia, el álbum incluye canciones tradicionales del pop italiano, además de la versión de Ennio Morricone "Deep Down", junto a Mondo Cane Patton realizaría varias giras y presentaciones con diferentes orquestas manteniendo un grupo base de acompañamiento.

## Narración y más proyectos, Dead Cross, reunión con Mr. Bungle y actualidad
En 2011 realiza la banda sonora del film The Solitude of Prime Numbers y en 2013 de The Place Beyond the Pines, una colabaoración con Ictus Ensemble, Oddfellows junto a Tomahawk en 2013, durante esta época su trabajo con Jhon Zorn bajo Moonchild es muy productivo publicando Templars: In Sacred Blood en 2012 y The Last Judgment en 2014, realizando numerosas presentaciones en todo el mundo y países que antes no había visitado.
Su trabajo realizando voces de personajes y narración comienza en 2007 tanto para películas realizando voces de los zombis en Soy leyenda como en los videojuegos siendo la voz de The Darkness en The Darkness The Darkness II en 2012, la voz de la manifestación de la ira de la supercomputadora GLaDOS en la confrontación final del juego Portal, para el juego Left 4 Dead realizó las voces de los infectados en 2008 y para Nathan “Red” Spencer, personaje principal de Bionic Commando en 2009.
En 2015 y 2016 ocupa su tiempo con Faith No More y un nuevo disco de Kaada/Patton "Bacteria Cult" así como dos proyectos nuevos, "Tētēma" junto al compositor Anthony Pateras en 2014 y "Nevermen" junto a Tunde Adebimpe (Tv on the Radio) y el rapero, productor y poeta Adam "Doseone" Drucke, con su disco homónimo en 2016.
En 2017, Dead Cross junto a Michael Crain (Retox), Dave Lombardo (Slayer y Fantomas), Justin Pearson (The Locust), con el cual comentó que lo pensó dos veces ya que hacer hardcore punk a su edad no sería fácil, pero en la misma llamada aceptó la propuesta, en 2018 realiza la banda sonora de 1922 película adaptando la novela de Stephen King.
En 2019 realiza una colaboración junto a Jean-Claude Vannie titulada "Corpse Flower", actualmente se encuentra junto a Mr. Bungle con quienes realizó un nuevo disco y álbum en vivo, Faith No More teniendo planes de conciertos y nuevo disco de Tomahawk Tonic Immobility en 2021y Dead Cross en 2022..

## Vida personal
Patton se casó en 1994 con la artista italiana Cristina Zuccatosta, vivieron entre San Francisco y Bolonia hasta su separación ocurrida el año 2001. Acerca de su vínculo con Italia señaló lo siguiente: «sucedió después de mi matrimonio, me casé con una italiana y me tuve que familiarizar con ello, comencé por el idioma porque sus padres no hablaban inglés, tuve que aprender a hablar italiano así que lo hice. Mientras más tiempo pasas en un lugar como ese, más te absorbe; te envuelve y te hace sentir que eres parte de ello».
Su mano derecha está siempre entumecida como consecuencia de un accidente que tuvo en un concierto, en donde se cortó su mano con una botella rota, afectando también muchos nervios y tendones. Puede usar su mano, pero es insensible, a pesar de que los doctores dijeron que podía suceder lo contrario.
Su reacción a la fama ha sido más bien poco convencional, tiene una actitud irreverente hacia la industria musical, y siente disgusto por la vida infame de las estrellas de rock. En una entrevista al San Francisco Chronicle en 1995 señaló que «es difícil ver todo lo que quieres con una rutina como la nuestra, pero lo es más consumir cocaína y tener sexo con prostitutas todas las noches. Ahora eso es un trabajo a tiempo completo».

## Discografía

### Con Mr. Bungle
- 1986 - The Raging Wrath of the Easter Bunny
- 1987 - Bowel of Chiley
- 1988 - Goddammit I Love America!
- 1989 - OU818
- 1991 - Mr. Bungle
- 1995 - Disco Volante
- 1999 - California
- 2020 - The Raging Wrath Of The Easter Bunny Demo
- 2021 - The Night They Came Home

### Con Dead Cross
- 2017 - Dead Cross
- 2018 - Dead Cross ep
- 2022 - Dead Cross II

### Con Faith No More
- 1989 - The Real Thing
- 1990 - Live At The Brixton Academy
- 1992 - Angel Dust
- 1995 - King For A Day...Fool For A Lifetime
- 1997 - Album Of The Year
- 1998 - Who Cares A Lot? (The Greatest Hits)
- 2003 - This Is It: The Best Of Faith No More
- 2005 - The Platinium Collection
- 2008 - The Works
- 2009 - The Very Best Definitive Ultimate Greatest Hits Collection
- 2015 - Sol Invictus (álbum)

### Con Fantômas
- 1999 - Fantômas
- 2001 - The Director's Cut
- 2002 - Millennium Monsterwork 2000 (junto a The Melvins)
- 2004 - Delìrium Còrdia
- 2005 - Suspended Animation
- 2005 - The Director's Cut: A New Year's Revolution (2008-2011)

### Con Lovage
- 2001 - "Music To Make Love To Your Old Lady By"

### Con Moonchild
- 2006 - Moonchild: Songs Without Words
- 2006 - Astronome
- 2007 - Six Litanies for Heliogabalus
- 2008 - The Crucibl
- 2009 - Ipsissimus
- 2012 - Templars: In Sacred Blood
- 2014 - The Last Judgment

### Con Nevermen
- 2015 - Nevermen

### Con Peeping Tom
- 2006 - Peeping Tom

### Con Tētēma
- 2014 - Goecidal
- 2020 - Necroscape

### Con Tomahawk
- 2001 - Tomahawk
- 2003 - Mit Gas
- 2007 - Anonymous
- 2013 - Oddfellows
- 2021 - Tonic Immobility

### Álbumes como solista
- 1996 - Adult Themes For Voice
- 1997 - Pranzo Oltranzista
- 2010 - Mondo Cane

### Compositor de bandas sonoras
- 2005 - Pinion (inédita)
- 2008 - A Perfect Place Soundtrack
- 2009 - Crank 2: High Voltage OST
- 2011 - The Solitude of Prime Numbers OST
- 2013 - The Place Beyond the Pines OST
- 2018 - 1922 OST

### Álbumes como colaborador
- 1991 - Elegy (de John Zorn)
- 1998 - Weird Little Boy (de Weird Little Boy)
- 1999 - She (de Maldoror)
- 2002 - Irony Is A Dead Scene (de Dillinger Escape Plan)
- 2002 - Hemophiliac (de Hemophiliac)
- 2002 - Hemophiliac (de Hemophiliac)
- 2003 - Painkiller - 50th Birthday Celebration Volume 12 (de John Zorn)
- 2004 - Romances (junto a Kadda)
- 2002 - Hemophiliac - 50th Birthday Celebration Volume 6 (de Hemophiliac)
- 2005 - General Patton vs The X-Ecutioners (de The X-Ecutioners)
- 2006 - The Stone: Issue One (de John Zorn)
- 2009 - Carboniferous (de Zu)
- 2011 - Laborintus II (con Ictus Ensemble)
- 2014 - The Song Project Vinyl Singles Edition (de John Zorn)
- 2015 - The Song Project Live at Le Poisson Rouge (de John Zorn)
- 2016 - Bacteria Cult (junto a Kadda)
- 2019 - Corpse Flower (junto a Jean-Claude Vannie)

### Canciones como colaborador
- 2001 - Kool Aid Party (de Team Sleep)
- 2002 - IAO (de John Zorn)
- 2004 - Virginal Co Ordinates (de Eyvind Kang)
- 2004 - Medúlla (de Björk)
- 2009 - Lost Weekend (de The Qemist)
- 2011 - Catch My Heart (de Bohren & der Club of Gore)
- 2018 - Luna a Sol (de Alain Johannes Trio)